# 阿尔谢尼耶夫远东历史博物馆
阿尔谢尼耶夫远东历史博物馆 (俄语：Музей истории Дальнего Востока имени В. К. Арсеньева) 是俄罗斯远东地区符拉迪沃斯托克的一个博物馆，以探险家弗拉基米尔·阿尔谢尼耶夫命名。
阿尔谢尼耶夫远东历史博物馆是俄罗斯远东地区第一家当地历史博物馆，也是滨海边疆区最大的博物馆。该博物馆专注于滨海边疆区的历史和自然历史，收藏了尼古拉·米哈伊洛维奇·普热瓦利斯基等研究者的材料和文件。
该博物馆成立于1884 年4月 18 日，1890年10月12日向公众开放。1925年2月17日令，该博物馆被苏联政府没收。1945年9月4日，博物馆改为现名。
1914-1916 年，日本总领事馆曾设于该建筑。

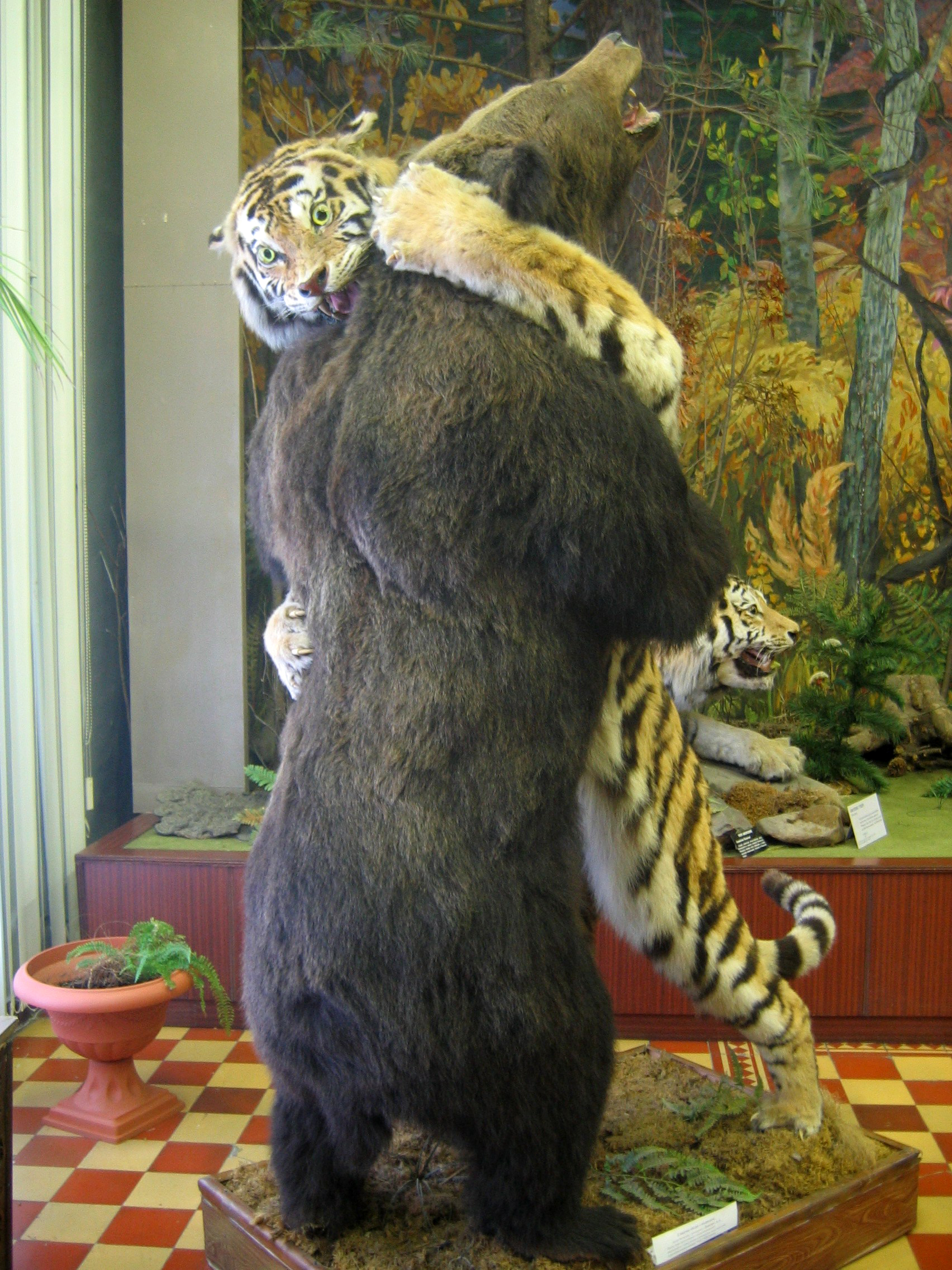